# Грачаница (Приштина)
Грачаница (алб. Graçanicë) је насељено место у граду Приштини. Налази се осам километара југоисточно од Приштине, на магистралном путу ка Гњилану. Након завршетка рата на Косову и Метохији, Грачаница је постала најзначајнија српска енклава.
УНМИК је основао истоимену општину која броји преко 12.000 становника и чије се седиште налази у Грачаници. У насељу се налази један од најпознатијих српских средњовековних манастира Грачаница, задужбина Светог краља Милутина.

## Историја

### Средњи век
Грачаница се први пут помиње као Grazaniza 1303. године у једном писму папе Бенедикта IX барском надбискупу Марину везано за католичку парохију у Јањеву и рударску колонију Кишница изнад Грачанице. Под данашњим именом први пут га помиње краљ Милутин 1321. године у Грачаничкој повељи која није сачувана у папиру, али јесте на зиду унутар манастира издатој поводом оснивања манастира.

### Нови век

#### Османлијско раздобље
Средином 15. века, целокупна област око Грачанице потпала је под османску власт и укључена у састав Вучитрнског санџака. У оближњем манастиру Грачаници основана је 1539. године српска ћириличка Грачаничка штампарија, у којој је приређен чувени Грачанички октоих.
При продирању Аустријанаца преко Косова до Скопља 1689. године, насеље је било напуштено, а после њиховог поновног похода (1737) је сасвим опустело. Око 1840. године населили су га Албанци из села Мрамора. Иако у њему није било ниједне српске куће, забележено је да се у манастирској порти одржавао сабор о Великој Госпојини, јер су околна села била српска. Албански насељеници из Мрамора одржали су се ту око тридесетак година, да би отишли због епидемије неке болести.
После ослобођења Врања 31. јануара, командант Шумадијској корпуса је 2. фебруара издао наређење 2. шумадијској дивизији "да форсираним маршем наступи преко Гњилана према Приштини". Истог дана креће наступање претходнице (два батаљона Рудничке бригаде, ескадрон коњаника, три батерије и око 100 добровољаца). Без одлучног османског отпора Шумадијски корпус је 4. фебруара 1878. ослободио Гњилане (настало при крају друге деценије 19. века), док је једно одељење продрло до Грачанице и ослободило је 5. фебруара. Треба истаћи да су продор Шумадијског корпуса доста помогли и добровољци и устаници/усташе који су ишли испред корпуса. Па је тако појачање, после ослобођења Гњилана, упућено према Грачаници када ју је већ ослободио командант добровољаца поручник Милош Сандић. Сутрадан (6. фебруара по грегоријанском календару) је у манастиру Грачаници одржан помен у славу косовских јунака, књаза Милана Обреновића и српске војске.Одред поручника Милоша Сандића имао је 50 добровољаца, три официра и два наредника са две заставе. Да би било јасно какав су подвиг изнели добровољци и редовни војници Књажевине Србије треба навести податак да су после дугог марша по јакој зими од Врања до Гиљана/Гњилана "беху остали без обуће", по речима поручник Милоша Сандића.
Грачаница је од Турака била ослобођена за време Српско-турских ратова 1878. године, када је српска војска продрла надомак Приштине, али је одлуком Берлинског конгреса остала изван српске државе, тако да су многи становници, не само учесници у рату, морали да беже за Србију.
Године 1893. Грачаница је насељена Србима, а истоимени манастир се налазио у незавидном стању. У 60 кућа грађених од дрвета и покривених сламом, живело је 400 православних Срба. Само су три грачаничке куће биле слободне и радиле своју земљу; остало су биле чивчије. Једина црква је била она монументална, подигнута од камена - манастирска. Манастир Грачаница је чувао занемоћали старац, калуђер Агатангел. Три сеоска свештеника, од којих је познат поп Зарија Поповић, чинодејствовали су у импозантној манастирској богомољи. Кмет села је те године Петар М. Поповић. Сеоска српска школа је била стара (из 18. века) и радила у једном од три манастирска конака. Настава се изводила у две просторије укупно 44 ђака, а учитељ је радио са по два четири разреда. Сеоско гробље се налазило испред западних портанских врата.
Најстарији род у Грачаници су Поповићи, потичу од „ђака“ Ристе Призренца, који се овде доселио када су живели Албанци, 1759. године. Он је први парох и служитељ у манастирској цркви, након неколико векова. Из овог рода су потоњи грачанички свештеници и учитељ и књижевник Јанићије Поповић.

### Грачаница у 20. и 21. веку
Коначно ослобођење Грачанице од Османског царства и припајање Краљевини Србији се догодило 22. октобра 1912. године током Првог Балканског рата, када је српска краљевска војска ослободила и Приштину.
Краљевина Србија је 1914. године ушла у Први светски рат, а Грачаница је крајем 1915. године окупирана од стране Краљевине Бугарске. Српска краљевска војска је 8. октобра 1918. године ослободила Грачаницу од Централних сила.
За време НАТО бомбардовања, први пројектили су погодили велико подземно складиште муниције на брду Стрњик, на североистоку Грачанице; две недеље су одјекивале експлозије испод земље и горео војни материјал, од чега је страдало неколико грачаничких кућа.
Након рата на Косову и Метохији и повлачења српских безбедносних органа са Косова и Метохије, напади на Србе су били учестали.

На групу Срба која се налазила на импровизованој пијаци у Грачаници, 6. јуна 2000. године бачена је бомба. Срби су у знак протеста због инцидента и нереаговања војника КФОР-а на нападаче, почели да заустављају возила Албанаца на магистралном путу који пролази кроз Грачаницу. Покушавши да смири ситуацију, у Грачаницу је тада дошао бригадир Ричард Ширеф са британским војницима КФОР-а. Тензија између Срба и војника КФОР-а је у једном тренутку ескалирала и војници КФОР-а су запуцали на Србе, ранивши тадашњег директора Основне школе у Грачаници, као и још једног Србина којег су касније ухапсили и осудили.
Док је била село Грачаница је имала Доњу, Горњу и Школску махалу. Након доласка међународних снага, силом прилика, постала је административни, здравствени, образовни и културни центар Срба централног Косова. Захваљујући великом приливу албанског становништва у околна насеља и град Приштину и експанзији дивље градње, она је спојена са Приштином, али у самој Грачаници нема Албанаца.
У Грачаници се на Видовдан одржава велики народни сабор, уз служење литургије косовским јунацима, а уочи Видовдана Видовданско песничко причешће.
Поводом убиства Србина Александра Путника (51) из Велике Хоче и тешког рањавања његовог сина Добрице Путника (23) које се десило 2. октобра 2011. у насељу Зрзе код Ораховца, у Грачаници је 4. октобра 2011. протестовало више стотина Срба.

## Географија
Насеље је на реци Грачанки, десној притоки Ситнице, у њеној проширеној долини испод Грачаничког језера и јаловишта рудника олова и цинка Кишница – Ново Брдо. Окружују га брда Велетин (874 m), Стежевац (796) и коса Гласновик. Два километра југозападно од насеља налази се археолошко налазиште Улпијана.

### Питања животне средине
Изнад насеља Грачаница и изнад манастира, на реци Грачанки, налази се велико јаловиште рудника Кишница и Ново Брдо. Јаловина рудника Кишница представља еколошку катастрофу општине и региона као и сталну претњу деградације животне средине. Угрожавање животне средине се огледа у загађењу водотокова, ваздуха и околног земљишта. Загађење које је настало од 1965. године угрожава како водотокове путем ерозије јаловине, тако и ваздух дувањем ветрова који разносе прашину јаловине, али и оближње пољопривредно земљиште где се таложи нанета прашина. Јаловина рудника Кишница садржи тешкe метале као што су олово, цинк, арсен, жива, кадмијум и флотацоне реагенсе попут цијанида, сулфата и хидроксида. До хаварије је дошло у септембру 1988. године, када је настала ситуација преливања воде око 10.000м² преко круне бране и јаловине. Потопљене су оранице и око десетак кућа. Преливање је настало као последица непажње при експлоатацији јаловишта. Захваљујући протестима грађана, јаловиште је затворено, а насеље Бадовац, које се налазило непосредно уз њега, пресељено је изнад Грачанице, на косу према селу Сушица.
Поред јаловишта рудника Кишница и Ново Брдо, велики еколошки загађивач је и моторни саобраћај који се одвија дуж магистралног пута који повезује Приштину и Гњилане.

## Демографија

### Порекло становништва
При продирању Аустријанаца до Косова и Македоније 1689. село је изгледа било напуштено. Бар после аустријског похода до Косова 1737. године село је било пусто и у њему су се тада, око 1840. године населили преци садашњих Албанаца села Мрамора. Иако у селу није било ниједне српске куће, у манастиру се одржавао сабор, јер је у околини било српског живља. Једне године, по очуваном предању у Мрамору, нападну њихови преци на сабор, убију неке Србе и пошто су били осуђени да плате велику одштету, одбегну у планину, па се населе у Мрамору. У Грачаници су ти Албанци провели тридесет година.
Још за време становања тих Албанаца у Грачаници ту се населила једна кућа православних Цигана и један Србин без породице као момци у Албанаца. А пошто су Албанци отишли, досељавали су се и Срби, али су сви подвргавани чифчиству. Доцније су неки откупили земљу. 1909. године су се као чифчије населиле и 4 куће Албанаца из Дренице, али су се иселиле одмах по ослобођењу од Турака 1912. године.
Подаци из 1935. године:
- Поповићи (5 кућа., Св. Никола). Потичу од „ђака“ Ристе Призренца, који се доселио овде кад су у селу живели Албанци, односно 1759. године како гласи урезани запис на јужном зиду припрате .
- Влајићи (2 куће., Св. Никола). Досељен из Мораве (гњиланске) око 1770. године.
- Секулићи (5 кућа., Митровдан). Досељени крајем 18. века из Доњег Полога на северозападу Македоније у Ливађе, а ускоро потом прешли у Грачаницу.
- Томашевић (1 кућа., Ђурђиц). Досељен из Дренице после Секулића.
- Веселинчићи (1 кућа., Ђурђевдан). Пресељени из Гребње почетком 19. века.
- Станковићи (3 кућа., Св. Никола). Пресељени из Драговца око 1830. године.
- Тодоровићи (2 куће., Св. Никола). Пресељени из Скуланова кад и Станковићи.
- Мирковчићи (10 кућа., Митровдан). Пресељени из Шушице, из рода Рајковчана око 1830. године.
- Ђорђевић (6 кућа., Ђурђиц). Пресељен средином 19. века из села Крушевца.
- Џарлић (1 кућа., Св. Никола). Старином је са Косова, из Доброг Дуба, а пре доласка у Грачаницу живео у Словињу, Новом Брду и Лабљану. Из Доброг Дуба се иселио од зулума, а из Словиња у Новом Брду предак прешао с мајком куда се преудала. Доцније се кретао као чифчија. У Грачаницу се доселио кад и Ђорђевићи. Три куће овог рода су се 1909. године иселиле у Приштину.
- Дуљаци (1 кућа., св. Никола). Пресељени из истоименог рода у Новом Селу (на Грачанки) око 1880. године.
- Сушичани (2 куће., Св. Никола). Пресељени око 1880. године из Сушице, из рода Марковчана.
- Добротинчани (2 куће., св. Врачи). Пресељени из Добротина кад и Сушичани.
- Рајковчани (1 кућа., Митровдан). Пресељени из истоименог рода у Сушици око 1880. године.
- Бутовчани (3 кућа., Св. Петка). Пресељени 1886. године из Бутовца.
- Добревчани (2 куће., Св. Ђорђе Алимпије). Пресељени из Добрева око 1900. године.
- Бадовчани (7 кућа., Св. Никола). Пресељени из Бадовца око 1900. године.
- Чаглавичани (2 куће., св. Јован Милостиви). Пресељени 1913. године из Чаглавице.

Цигански родови:
- Фиљини (3 кућа.) и — Живини (2 куће.), славе св. Василија. Потичу од двојице браће, Фиље и Живе, чији се отац (Сима) доселио у Грачаницу средином 18. века, кад су у њој живели Албанци, код којих је ступио као момак.
- Димић (1 кућа., Св. Никола). Пресељен око 1900. из Дреновца.
- Вељини (5 кућа., Св. Василије). Пресељени из Великог Алаша око 1900. године.

У селу је 1932. године живео и Јанићије Здравковић (1 кућа., Св. Никола). Преселио се из Глоговца као муслиман, где је на ислам прешао због жене 1911. године. По ослобођењу од Турака 1912. године је од Малића, како се звао у исламу, поново назван старим именом Јанићије, јер се вратио православљу, али се за бугарске окупације у првом светском рату ипак вратио на ислам. Син му је, међутим, у православљу и зове се Сава.
У селу је било и 12 кућа муслиманских Цигана. Једна ковачка кућа је ту од пре стотину година, а друге су се доцније окупљале око ње. Куће су им усред села.

### Етнички састав
| Етнички састав према попису из 2011.‍ | Етнички састав према попису из 2011.‍ | Етнички састав према попису из 2011.‍ | Етнички састав према попису из 2011.‍ | Етнички састав према попису из 2011.‍ |
| ------------------------------------ | ------------------------------------ | ------------------------------------ | ------------------------------------ | ------------------------------------ |
|                                      |                                      |                                      |                                      |                                      |
| Срби*                                | Срби*                                |                                      | 2.090                                | 77,81%                               |
| Роми                                 | Роми                                 |                                      | 431                                  | 16,05%                               |
| Албанци                              | Албанци                              |                                      | 53                                   | 1,97%                                |
| Ашкалије                             | Ашкалије                             |                                      | 22                                   | 0,82%                                |
| Горанци                              | Горанци                              |                                      | 22                                   | 0,82%                                |
| Бошњаци                              | Бошњаци                              |                                      | 9                                    | 0,34%                                |
| Египћани                             | Египћани                             |                                      | 3                                    | 0,11%                                |

- Срби су делимично бојкотовали попис па тачан број није познат

На попису 2011. године пописана је само петина становништва. Општина Грачаница која броји 17 насеља према процени броји од 25.000 до 30.000 становника.
Попис становништва који је организован од 5. априла до 24. маја 2024. године од стране самопроглашених косовских органа власти такође не показује тачан број становника Општине Грачанице. Према прелиминарним подацима пописа у Општини Грачаница је пописано 19.371 становика. Иако је расположење Срба према попису из 2024. године било боље у односу на претходни попис из 2011. године, многи Срби нису имали прилику да се попишу јер пописивачи нису дошли до њихових домаћинства.

## Уметност и култура

### Знаменитости
Највећа знаменитост Грачанице је манастир Грачаница из 14. века, који је подигао српски краљ Стефан Урош II Милутин. Манастир се налази на Унесковој листи Светске баштине.
Поред манастира Грачаница, у центру насеља налази се споменик погинулим борцима из Балканских и Првог светског рата. Спомен-плоча посвећена палим борцима у Првом светском рату првобитно је била постављена у порти манастира Грачанице до 1926. године. Међутим, 1938. године, због изградње зида око манастира, плоча је измештена на данашњу локацију у центру насеља.
У близини Грачанице налази се и археолошки локалитет Улипјана (лат. Ulpiana), познат и као Јустинијана Секунда (лат. Iustiana Secunda), који представља важан древни град из римског и раног византијског периода. Град се налазио у провинцији Горња Мезија и простирао се на површини од око 300 хектара. Локалитет се налази на киломтар од манастира Грачаница. Истраживања овог локалитета започета су 1954. године, а међу најзначајнијим налазима су мермерна женска глава, накит из Готског гроба и позлаћена крстаста фибула. Откривени су остаци градских зидина, терми, базилике, као и делови античке улице и капија. Такође, на локалитету су пронађени и остаци некропола, као и значајан број гробова са мермерним саркофазима. Улипјана је током свог живота била важан административни и религиозни центар, а након обнове од стране цара Јустинијана у 6. веку, град је добио име Јустинијана Секунда. Град је уништен током аварско-словенских напада на крају 6. и почетком 7. века, али су истраживања овог локалитета у великој мери допринела разумењу живота и архитектуре античког периода на овим просторима.
У близини насеља налазе се испосница св. Луке у Кишничком потоку, као и ранословенска некропола Гладнице, у њивама поред Грачанке, источно од манастира.

### Филмови и сценска уметност
У Грачаници постоји Дом културе Грачаница у којем се организује значајан број разних културних догађаја. У оквиру Дома културе Грачаница, основана је Школа балета. Галерија уметности у Грачаници отворена је 2021. године изложбом уметника Милоша Шобајића. Током године у Дому културе се организује Школа филмске магије, у којој полазници стичу знања из области филма. Биоскоп у Грачаници је отворен 2018. године, такође у оквиру зграде Дома културе.

### Библиотека
Народна библиотека Грачаница је установа културе, која је правни следбеник Библиотеке града Приштине која се налазила у Приштини. За време постојања бибилиотеке у Приштини, која је функционисала у систему Републике Србије, у Грачаници се налазило мање одељење које је било део Библиотеке града Приштине. Након завршетка рата на Косову и Метохији Библиотека града Приштине се премешта у Грачаницу. Библиотека је била смештена у делу просторија Дома културе Грачаница. Током 2021. године ова уставнова културе је добила своју нову зграду.

## Медији
У општини делује Радио телевизија Грачаница, основана октобра 1999. године као Радио Грачаница од стране новинара и техничара Радиo Приштине. Непосредно након рата на Косову и Метохији, ово је био једини радијски програм на српском језику у централном делу Косова.

## Саобраћај

### Друмски саобраћај
Кроз центар насеља Грачаница пролази магистрални државни пут 42. Ова саобраћајница припада државном путу IБ реда и повезује Приштину и косовску котлину са Гњиланом и Косовским Поморављем.

### Железница
Кроз Грачаницу пролази пруга која повезује Кишницу са главним железничким чвором у Косовом Пољу. Ова пруга се користила за потребе рудника Кишница, пре свега за транспорт рудне сировине. Била је у употреби до 2003. године, а коришћена је и за путнички саобраћај.

## Галерија
- Биоскоп у Грачаници
- Споменик посвећен несталим Србима и другим грађанима
- Галерија Дома културе у Грачаници
- Манастир Грачаница
- Биста песника Лазара Вучковића
- Биста књижевника Јанићија Поповића
- Споменик Милошу Обилићу код Манастира Грачаница